# Hedengang
Hedengang (in italiano "morte") è il primo EP limited edition della one man band danese Nortt, pubblicato nel 2002 dall'etichetta discografica tedesca Sombre Records. La sua vendita è stata limitata a sole 350 copie.

## Tracce
1. Hedengangen (Intro) – 1:54
2. Glemt – 7:30
3. Død og borte – 5:47
4. Dystert sind (Outro) – 2:15

## Formazione
- Nortt – Tutti gli strumenti

## Percezione
Come "il volto brutto e puro della depressione senza compromessi o abbellimenti", l'EP trasporta "solo dolore", ha scritto Klamerin Malamov su Hedengang per Doom-Metal.com.